# 无防护巡洋舰
无防护巡洋舰，是一类主要在维多利亚时代晚期、或者称之为前無畏艦时代（大约在1880年至1905年间）使用的军舰。这一类军舰通常航速较快，吨位较小，防护薄弱，价格低廉。随着时代的推移，无防护巡洋舰也渐渐退出了历史舞台。

## 概述
从大约1880年起，防护巡洋舰一名便逐渐为各国所接受。有别于在水线处装有装甲带的装甲巡洋舰和战列舰，防护巡洋舰在舰体舷侧并没有装甲，而仅仅是在舰体中部有一层弯曲的装甲板，形状似龟壳，称为“穹甲”（故防护巡洋舰有时候又称穹甲巡洋舰），用以保护锅炉、引擎、弹药库等要害部位免遭敌军炮火袭击。而顾名思义，无防护巡洋舰则是连这一层穹甲都没有的军舰。
然而正如装甲巡洋舰和防护巡洋舰之间存在很多过渡情况一样，无防护巡洋舰和防护巡洋舰之间也往往存在很多模棱两可的情况，双方之间并非泾渭分明。有的舰船可能只在舰体一部分区域设置了穹甲，或者虽然有穹甲、但是太薄，基本很难起到什么作用。
一般来说，无防护巡洋舰比防护巡洋舰吨位更小、价格更便宜，威力也更差；而防护巡洋舰一般来说也要逊于装甲巡洋舰。但是这依然并非绝对。例如英国皇家海军在很长一段时间依旧沿用风帆时代的划分方式，将巡洋舰按照大小和火力，分为一等巡洋舰、二等巡洋舰、三等巡洋舰、小型战船和炮艇。因此在1900年时，英国海军的防护巡洋舰中既有1800吨的布隆德号，也有1万4000吨、比所有装甲巡洋舰甚至大多数同时代战列舰都还要大的威武级。而且在当时，“无装甲”一词既可以用于无防护巡洋舰、也可以用于防护巡洋舰。
除去极端例子，通常情况下，无防护巡洋舰都是介于中型和1000吨左右的小型舰艇之间。一艘小型的无防护巡洋舰和一艘大型炮舰基本没什么区别；比如美国的康科德号排水量1700吨，比1150吨级的西班牙无防护巡洋舰维拉斯科级还要大，达到了英国防护巡洋舰的水平，然而美国自己却将康科德号分类为炮舰。
无防护巡洋舰这种说法只有在1880年防护巡洋舰开始出现后才有意义。在此之前建造的这类船只性能大体接近，功能也差不多。在这种全钢巡洋舰之前，是铁壳船（但是没有装甲）和铁架木壳船，有着巡洋舰、巡防艦、护卫舰等各种名称。这种船大多还保留着风帆索具，以备在边远的殖民地行动时，缺乏足够的煤炭储存或者必须的船厂维修设施。
用于守卫殖民地的无防护巡洋舰不一定需要很高的航速；与此相对，用于侦察，或者遂行海上破交、袭击商船任务的无防护巡洋舰则非常看重航速。1880至1890年代，在无线电还没有充分利用之前，也有一些快速的巡洋舰划分为通报舰或者派遣船，利用航速优势传递信息。有一些则专门强化了鱼雷武器，用以攻击更大型的铁甲舰；这种鱼雷战用巡洋舰称之为鱼雷巡洋舰，基本上就是鱼雷艇的放大版本。由于缺乏统一的定义，很可能会在不同的场合将同一艘军舰分类到上述各种舰种中去。

## 衰退
随着时代的进步，一种新型的舰种轻巡洋舰诞生了。最新的冶金技术进步可以让装甲在用相对比较轻的重量达到相同的防护标准，从而使轻巡无需增加太多吨位即可实现侧舷的装甲防护。而轻巡无论火力还是航速都远超炮艇，使旧式的无防护巡洋舰更加无法比拟。至于原本的专门的鱼雷投放平台的任务，则交给了更轻、更快、更灵活的驱逐舰。此外，无线通信技术也在蓬勃发展，在远洋上的海军舰队不再需要保留专门的传递信息的舰艇。使得有鉴于此，无防护巡洋舰在第一次世界大战前就已经彻底过时，其与防护巡洋舰的区分也就不再重要。

## 部分军舰

### 德国

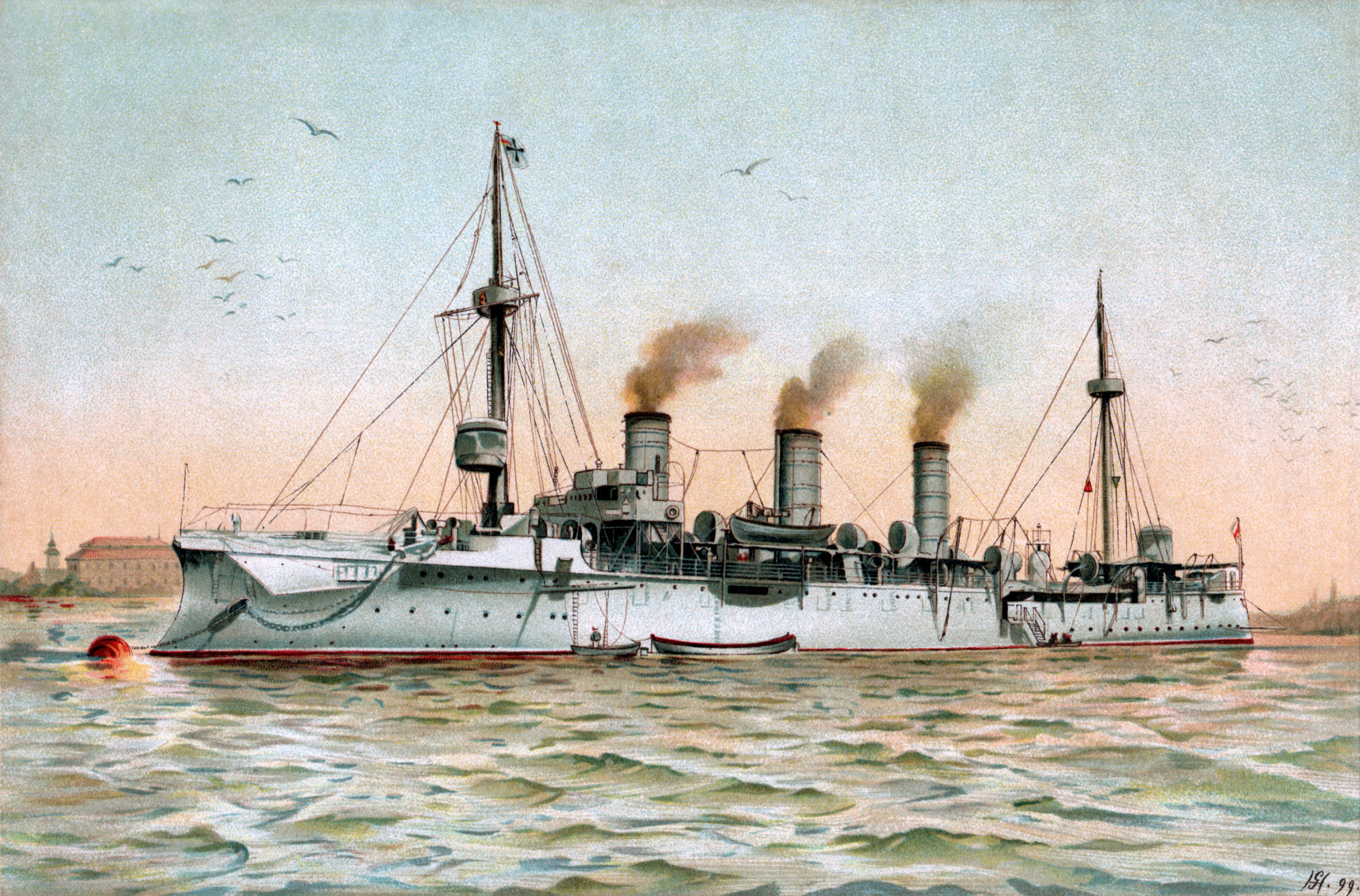
吉菲昂号，版画，1902年

德意志帝国在统一后，有一段时间都只能满足于应付二流海军的挑战。这一点尤以列奧·馮·卡普里維执掌海军部时为甚。施托施在海军部长任内时曾将德国海军的一批木制舰艇视为毫无用处的过时货色，希望能获取更多的预算打造装甲舰队。但在陆军出身的卡普里维看来，每一艘能开动的船都是有用的军舰。卡普里维的主导思想是“问题不在于我们的舰队规模有多大，而是在于我们的需求有多小”；在这方针下，德国海军进行了比较谨慎而有限的扩张，以节约资源供给陆军。在卡普里维卸任海军部长并接替俾斯麦出任德国首相后，继任的海军部长霍尔曼也大体延续了这一政策。
德国第一艘无防护巡洋舰燕子号是一艘1360吨的铁胁木壳船，主要武装是8门105毫米火炮，于1886年动工兴建，1887年下水；只有象征性的帆具。其姊妹舰雀鹰号则是1887年开工，1888年下水。两舰主要在德国的殖民地进行活动，如镇压东非的叛军；此外燕子号也参加了八国联军镇压义和团的行动。
此后德国继续建造了一批无防护巡洋舰。1891年底新任海军部长向帝国议会提交了1892-1893年度的海军报告，成功为海军争取到了更多的经费；然而这笔经费并没有用于建造新的战列舰。德国建造的最后一艘无防护巡洋舰吉菲昂号正是在1892年开始动工。这艘4275吨的巡洋舰采用了钢质框架，但依然使用了木材。吉菲昂号在波罗的海服役了一段时间，后来加入德国远东舰队。义和团运动时，吉菲昂号也参与了行动，炮轰了大沽口炮台，并协助派遣远征军。
随着《反社会主义党人治安法》的颁布，帝国议会逐渐由保守派掌握大多数议席，因此也更加倾向支持海军的扩张。之后阿爾弗雷德·馮·提爾皮茨上台接掌海军部，德国开始了大规模的公海舰队建设，从此再也没有建造无防护巡洋舰。

### 西班牙

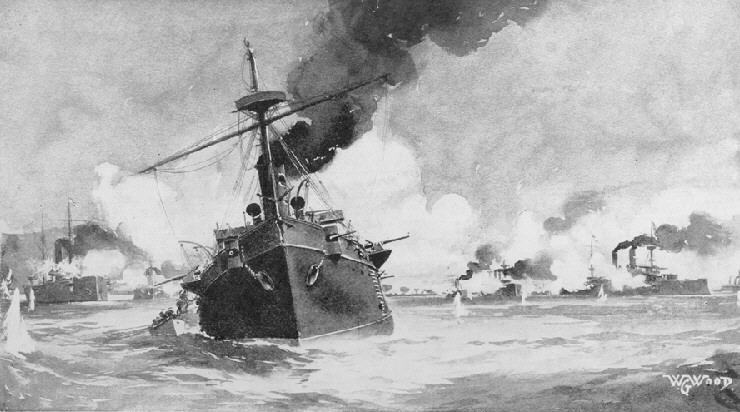
克里斯蒂娜王后号（前景）与美军舰队（图右）交战中。由W. G. 伍德所绘

西班牙在美西战争爆发时依然有不少防护巡洋舰在役。比如当时的西班牙太平洋舰队旗舰克里斯蒂娜王后号就是一艘3000吨的无防护巡洋舰，驻地位于菲律宾。1898年5月1日马尼拉湾海战，美军舰队突袭停泊中的西班牙舰队，克里斯蒂娜王后号受到了美军舰艇的集中攻击，舰艏及中部船体连续中弹起火。在舰上的西班牙太平洋舰队司令帕特里西奥·蒙托霍-帕萨隆海军少将下令往后部弹药库注水防止殉爆，然后下令往美军舰列发动撞击。美军乘机抵近进行更猛烈的炮击，双方最接近时只相差1000米左右。克里斯蒂娜王后号最后重创沉没。

### 大清

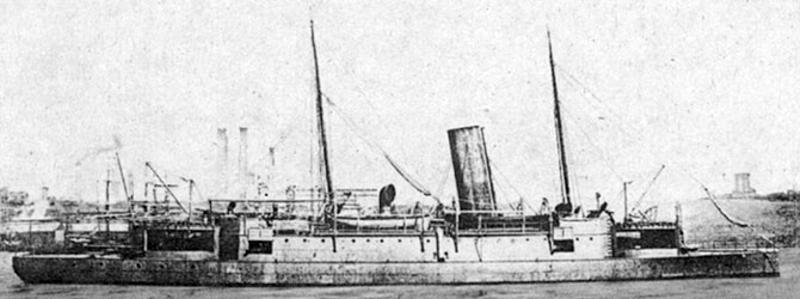
超勇号

1866年利薩海戰中奥地利海军大败意大利海军，相关的经验引起了各国海军的重视，催生了撞击巡洋舰这样一种设计。1879年，在时任中国海关总税务司赫德的建议和协助下，清政府向英国采购了两艘撞击巡洋舰超勇、扬威。撞击巡洋舰在中国当时称为“碰船兼快船”、“碰快船”。
超勇级两舰排水量1542吨，舰体为钢质结构，主要采用0.75英寸钢板，铆接在木质底板上。此外在水线下3.5英寸处安装有一段装甲板，厚0.375英寸（3/8英寸）；保护轮机舱和弹药库。为了进一步加强防护，在要害部位周围和上方均设计有多个煤舱。司令塔装甲0.625（5/8）英寸。全舰防护薄弱，其装甲在当时的铁甲舰面前基本聊胜于无，属于无防护巡洋舰。为了进行撞击，全舰外形低矮，以尽可能减少被弹率；但也因此适航性极差，舰艏即使在没有风浪时也有很大的浪涌，无法进行水兵作业，因此前部干脆不铺设甲板。
超勇级安装了10英寸26倍径火炮，射程8000米，设计最大仰角10度，最大俯角3度，是典型的小船扛大炮，对于当时的铁甲舰很有威胁性。另外作为撞击巡洋舰当然也安装有水下冲角，平时加上保形舰艏，作战时将保形舰艏拆除可进行撞击。
超勇、扬威两舰虽然在甲午战争已经过时，但两舰官兵依然奋勇作战。黄海海战（大东沟海战）中，超勇、扬威屡次中弹，两舰本就薄弱的防护难以抵挡日军炮火。13：20超勇受到日舰一发命中造成大火，14：23沉没；管带黄建勋拒绝弃舰，随舰同沉殉国。杨威受重创后企图撤退至浅水区再战，但被逃跑中的濟遠撞沉，管带林履中殉国。

### 日本

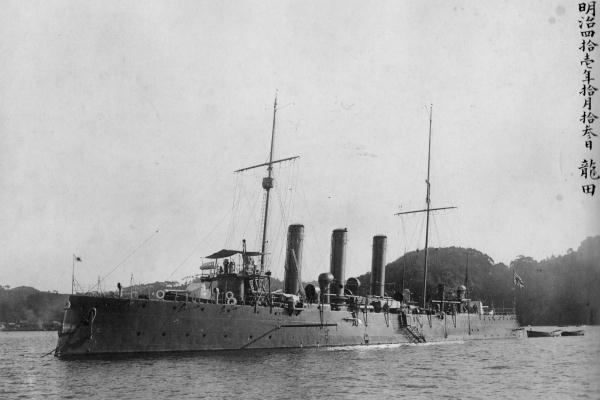
龙田号，摄于1908年

1879年下水的筑紫是日本海军的第一艘完全不带帆具的军舰。这是阿姆斯特朗-惠特沃斯公司根据利萨海战经验设计的一款军舰，但是英国海军对这种“以小博大”的战术的有效性表示怀疑，并且指出这种低矮的撞击巡洋舰适航性太差，难以在风浪严重的大西洋进行作战，因此完全没有订购这种军舰。阿姆斯特朗于是改向海外客户进行推销；最初智利海军订购了一艘并命名为阿图罗·普拉特号，但因为硝石战争取胜而中途取消了建造，并将其转售予日本。日本随后命名为筑紫号。筑紫参加了甲午战争和日俄战争；黄海海战（大东沟海战）中的北洋水师超勇、扬威两舰正是筑紫的同级舰。
其后日本还陆续购买了一批无防护巡洋舰，并分类为通报舰，如千早、宫古、龙田等。这批通报舰在甲午战争和日俄战争中也都有出场。